# カスティオーネ・デッラ・プレゾラーナ
カスティオーネ・デッラ・プレゾラーナ（伊: Castione della Presolana ( 音声ファイル)）は、イタリア共和国ロンバルディア州ベルガモ県にある、人口約3,400人の基礎自治体（コムーネ）。

## 地理

### 位置・広がり
ベルガモ県北東部、ヴァル・セリアーナのコムーネ。県都ベルガモから北東へ36km、州都ミラノから北東へ82kmの距離にある。

#### 隣接コムーネ
隣接するコムーネは以下の通り。括弧内のBSはブレシア県所属を示す。
- アンゴロ・テルメ (BS)
- コーレレ
- フィーノ・デル・モンテ
- オノーレ
- ローニョ
- ロヴェッタ
- ソンガヴァッツォ

### 地震分類
イタリアの地震リスク階級 (it) では、3 に分類される
。

## 行政

### 山岳部共同体
広域行政組織である山岳部共同体「ヴァッレ・セリアーナ山岳部共同体」  (it:Comunità montana della Valle Seriana)  （事務所所在地：クルゾーネ）を構成するコムーネである。

### 分離集落
以下の分離集落（フラツィオーネ）がある。
- Castione, Bratto, Dorga, Cantoniera (Passo della Presolana), Lantana, Col Vareno, Malga Alta di Pora, Rusio

このほか、以下の自然集落がある。
- Rusio, Lantana, Cantoniera della Presolana, Monte Pora e Il Castello

## 姉妹都市
- Bons-en-Chablais、フランス
- アーデナウ、ドイツ